# La Voleuse de Saint-Lubin
La Voleuse de Saint-Lubin est un téléfilm français réalisé par Claire Devers en 1999.

## Synopsis
Mère de famille, Françoise Barnier a volé 1 500 francs de viande pour nourrir ses deux enfants, qu'elle élève seule. Très vite arrêtée par la police, elle ne parvient pas à expliquer son geste.

## Fiche technique
- Titre : La Voleuse de Saint-Lubin
- Réalisation : Claire Devers
- Scénario : Claire Devers et Jean-Louis Benoît
- Image : Hélène Louvart
- Musique : Béatrice Thiriet
- Montage : Marie Castro-Vasquez et Monica Coleman
- Production : Agat Films & Cie, Arte France
- Genre : Drame
- Durée : 78 minutes
- Date de diffusion : 24 mars 2000 sur Arte

## Distribution
- Dominique Blanc : Françoise Barnier
- Denis Podalydès : l'avocat
- Michelle Goddet : le juge Davray
- Maryline Even : la femme voilée
- Chantal Neuwirth : l'assistante sociale
- Serpentine Teyssier : la substitut stagiaire
- Yves Verhoeven : inspecteur de police
- Olivier Claverie : Maitre Vigne